# Schuilingsoord
Schuilingsoord is een wijk in het buitengebied van het Drentse Zuidlaren. Dit gedeelte van Zuidlaren was voorheen een afzonderlijk dorp binnen de gemeente Zuidlaren (sinds 1999 behorend tot de gemeente  Tynaarlo) en ligt ten zuiden van het centrum van Zuidlaren. Schuilingsoord ligt op het punt waar de Hondsrug overgaat in het Hunzedal (de Veenkoloniën). De rivier de Hunze, ook Oostermoersche vaart of Drentsch Diep genoemd, stroomt door het achterland, het Hunzedal en mondt uit in het Zuidlaardermeer.
In het dorp bevindt zich een aantal veeteelt- en akkerbouwbedrijven, gelegen aan de Hoge- en Lageweg. Tijdens het vijfjaarlijkse Oostermoerfeest, dat van oorsprong een agrarisch oogstfeest is, neemt de bevolking van Schuilingsoord  actief deel, onder andere door het maken van praalwagens.

## Geschiedenis
Schuilingsoord als dorp is mogelijk rond 1900 ontstaan, echter op de topografische kaarten van 1853 en de gemeentekaart van 1865 vindt men geen tekens van bebouwing.. De boerderij van de familie Schuiling stond langs de weg van Zuidlaren naar Annen. Het dorp (oord) zou zijn vernoemd naar deze familie waarvan de nazaten nog steeds op dezelfde plek wonen. In 1955 werd de Lageweg verhard. In de Tweede Wereldoorlog werden er ook een school en een kleuterschool gebouwd. Ooit heeft er achter "de schoel" een betonfabriek gestaan. Bij de ontwikkeling van de wijk Zuid-Es vanuit het noorden, kwam het zuidelijkste deel aan/over de noordkant van Schuilingsoord te liggen. Er werd aanvankelijk vanuit gegaan dat de wijk geheel over het gebied van het dorp zou worden gebouwd. Door een bezwaar-procedure werd hier vanaf gezien. Wel ontstond al nieuwbouw in de jaren 70 aan de Jardensweg en de Kastelenakkers. Daardoor was het oorspronkelijke dorp al een deel van haar karakter verloren. Wel bleef zo ook het kenmerkende Van Weringbos voor het dorp behouden.  De lokale betonfabriek stopte met de productie en werd begin jaren 80 geamoveerd. Het zuidelijkste deel van de wijk zuid-es loopt sinds die tijd over het gebied van de voormalige fabriek. De historische verbindingsroute tussen Hoge-en Lageweg via het fabrieksterrein is nog in de structuur van de wijk terug te vinden. De historische verenigingscultuur van het dorp Schuilingsoord is opgegaan in het verenigingsleven van Zuidlaren. Het gebouw van de vm. Openbare School in het dorp had aanvankelijk een bestemming als dorpshuis, maar wordt al vanaf het begin van deze eeuw gebruikt voor de functie van kinderopvang. Net als in de andere kleine dorpen zijn vanaf de jaren 80 de groenteboer, bakker, kapper, dorpscafe en autogarage uit het dorp verdwenen. De kruidenierswinkel in het dorp was de laatste detailhandel die de deuren sloot. Ook de basisschool werd verplaatst naar de nieuwe wijl Zuid-Es (maar draagt nog steeds de naam kdc Schuilingsoord). De inwoners maken zo al jaren gebruik van de voorzieningen in Zuidlaren en het op dezelfde afstand gelegen Annen aan de zuidkant.

### Moord in Schuilingsoord

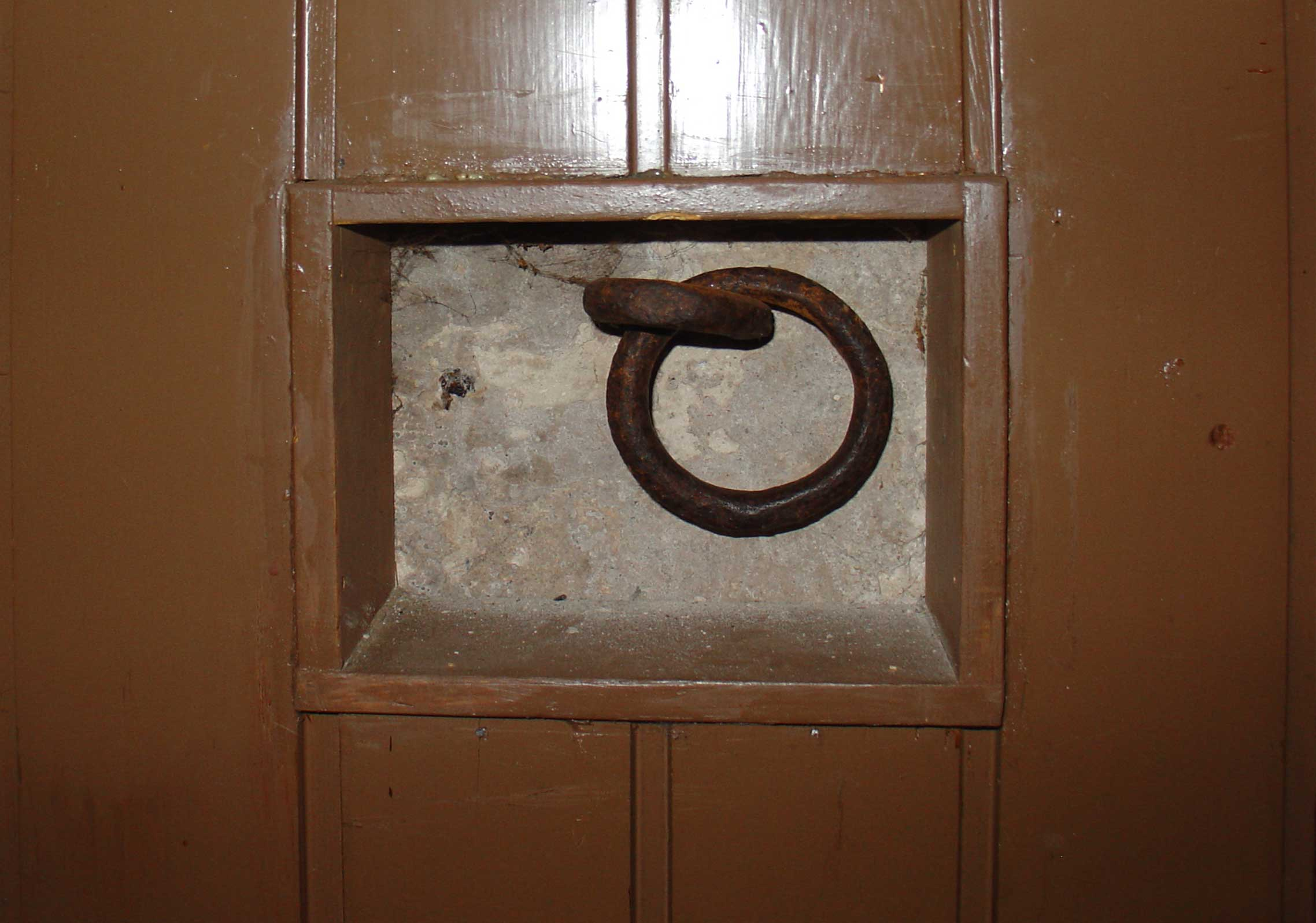
Ring in de herberg van Spijkerboor (thans café 't Keerpunt) waaraan de moordenaar Anton Link vastgeketend zou zijn geweest.

In 1780 werd Schuilingsoord en omgeving opgeschrikt door de moord op Johannes Ledeboer, proponent (kandidaat-predikant) en net beroepen te Hornhuizen en Kloosterburen in de provincie Groningen. Ledeboer ontmoette in Zuidlaren de gedeserteerde soldaat Anton Link. Deze Link kreeg slechte intenties, nadat hij zag dat Ledeboer een zilveren horloge bezat en een beurs met zilvergeld. Hij bood aan de dominee op zijn route te vergezellen, omdat deze de weg niet kende. Nabij Schuilingsoord schoot hij Ledeboer dood met zijn jachtgeweer en beroofde hem van zijn zilveren horloge en zijn beurs. Link werd overmeesterd door boeren en vastgezet aan een (nog steeds aanwezige) ring in de muur van het huidige café 't Keerpunt in Spijkerboor.
Op 27 januari 1781 werd Anton Link door de Etstoel van Drenthe te Assen veroordeeld tot de doodstraf. Op 9 februari werd het vonnis publiekelijk aan Anton Link voorgelezen, waarna het vonnis daadwerkelijk werd voltrokken. Hij werd geradbraakt op het executieterrein buiten Assen. Vervolgens kreeg hij met het moordgeweer een slag op het hart. Daarna werd zijn hoofd met een bijl door de scherprechter er afgeslagen en werd zijn hoofd en lichaam met het moordgeweer daartussen, ter afschrikking van boosdoeners, aan een paal gehecht. In het bos van Schuilingsoord met entree op de hoek van de oude Anloerweg is achteraan de plek van de moord gemarkeerd met een informatiebordje

## Voorzieningen
Schuilingsoord heeft onder andere een supermarkt (Poiesz), een sporthal (De Zwet), sportvelden, een kinderdagverblijf en een openbare basisschool. Ook zijn er veel verenigingen (sport, hobby) te vinden, waaronder de volleybalvereniging Ritola en een korfbalvereniging met dezelfde naam.
Dorpen: Bunne · De Groeve · De Punt · Donderen · Eelde · Eelderwolde · Midlaren · Oudemolen · Paterswolde (deels) · Taarlo · Tynaarlo · Vries · Winde · Yde · Zeegse · Zeijen · Zuidlaarderveen · Zuidlaren (Schuilingsoord · Westlaren)

Buurtschappen: Bokkenstreek · Bruilweering (deels) · Halfweg · Luchtenburg · Oosterbroek · Plankensloot · Schelfhorst · Zuideinde

Drenthe: Steden en dorpen      Nederland: Provincies · Gemeenten